# Station Kołodziejewo
Station Kołodziejewo is een spoorwegstation in de Poolse plaats Kołodziejewo.